# 198 f.Kr.

## Händelser

### Efter plats

#### Romerska republiken
- Efter att Titus Quinctius Flamininus har valts till konsul väljs han som efterträdare till Publius Sulpicius Galba Maximus som högste romerske befälhavare i Makedonien. Därefter går han in i Makedonien med sin armé. Flamininus inser att för att uppnå fred måste han bryta Filip V:s makt, inte bara förödmjuka honom. Han ser till att få det achaiska förbundets stöd och inleder därefter fredsförhandlingar med Filip i Nicaea i Lokris. Trots att flera fredsförslag sänds till den romerska senaten bryter samtalen samman och striderna återupptas.
- Titus Quinctius Flamininus styrkor lyckas driva Filip V:s ut ur det mesta av Grekland, förutom några fästningar. Därefter besegrar han Filip i slaget vid Aous, nära nuvarande Tepelenë i Albanien.

#### Seleukiderriket
- Slaget vid Paneion utkämpas mellan seleukidiska styrkor ledda av Antiochos III och ptolemaiska styrkor ledda av Skopas av Aitolien. Seleukiderna vinner slaget, som ger Antiochos III möjlighet att helt och hållet erövra Palestina och Koilesyrien från kung Ptolemaios V av Egypten. Trots att romarna sänder ambassadörer till Ptolemaios V lyckas de inte bistå honom med särskilt mycket hjälp mot Antiochos III.
- I den efterföljande freden går Antiochos III med på att överlämna sin dotter Kleopatra I som hustru till Ptolemaios V.

#### Kina
- Efter att Handynastin har blivit besegrad av Xiongnu vid Baideng två år tidigare skickar Hankejsaren Gaozu hovtjänstemannen Liu Jing (劉敬) att förhandla. Det fredsfördrag som sedermera nås mellan parterna innebär att en Hanprinsessa gifts bort till familjen Chanyu (en sed benämnd heqin 和親 eller "harmoniskt släktskap"); att tribut i form av siden, sprit och ris regelbundet ska lämnas till xiongnuerna; att de båda staterna ska vara jämlika och att kinesiska muren ska utgöra deras gräns. Detta fördrag bestämmer mönstret för relationerna mellan Han och Xiongnu i ungefär sextio år framåt.